# Nicolaas van Salerno
Nicolaas van Salerno ( - Salerno, 10 februari 1221), ook genoemd Nicolaas van Aiello naar zijn broer Riccardo eerste graaf van Aiello, was aartsbisschop van Salerno (1181-1221) in het middeleeuwse Italië. Hij diende de laatste heersers van het regerende Normandische Huis Hauteville in het koninkrijk Sicilië. Nicolaas van Salerno verzette zich tegen de opkomst van het keizerlijk Huis Hohenstaufen in Sicilië.

## Levensloop

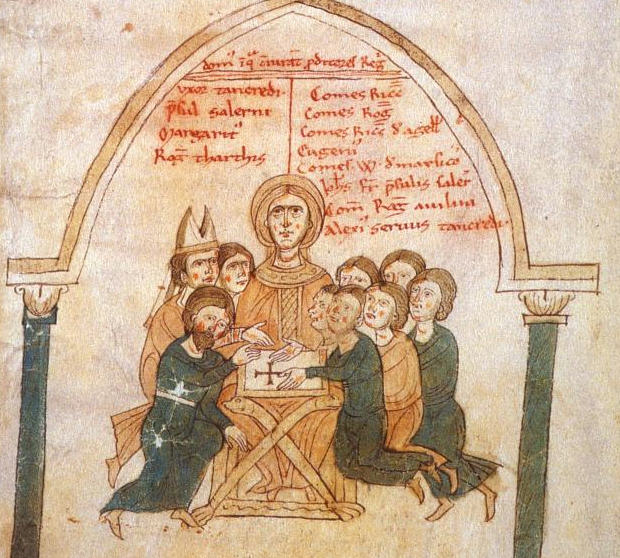
Nicolaas, met mijter, bevond zich bij de samenzweerders rond Sibylla van Acerra, koningin-regentes van Sicilië

Nicolaas was een zoon van Matteo van Aiello, kanselier van Sicilië. Vader Matteo was zelf afkomstig van Salerno. Zijn oom Johannes van Aiello was bisschop van Catania. In 1181 werd hij door zijn vaders toedoen aartsbisschop van Salerno, in opvolging van Romualdus II Guarna, die jarenlang de invloedrijke prelaat in het koninkrijk Sicilië was geweest.
In 1189 werd Tancred koning van Sicilië, gesteund door de Normandische adel en kanselier Matteo van Aiello. Ondanks deze troonsbestijging was het keizer Hendrik VI van het Heilige Roomse Rijk die zijn zinnen gezet had op het Zuid-Italiaanse vorstendom der Normandiërs. Hendrik VI was gehuwd met Constance, een dochter van koning Rogier II van Sicilië. In Salerno koos aartsdiaken Aldrisius meteen de kant van de keizer. Aartsbisschop Nicolaas organiseerde op het vasteland het verzet tegen de keizerlijke invloed, en werd hierin gesteund door Tancreds hofhouding in Palermo. Na de dood van koning Tancred in 1194 rukte keizer Hendrik VI met zijn leger naar Napels. Nicolaas organiseerde het verzet in Salerno doch moest beschutting zoeken binnen de stadsmuren van Napels. Hij vocht aan de zijde van Riccardo graaf van Acerra, broer van koningin-weduwe Sibylla van Acerra. Dit maakte niets uit. Hendrik VI trok door Napels naar Palermo en veroverde datzelfde jaar heel Sicilië (1194). Na de kroning van Hendrik VI tot koning van Sicilië in de kathedraal van Palermo, werd Nicolaas gearresteerd. Samen met andere vooraanstaanden zoals Riccardo van Acerra werd Nicolaas beschuldigd van samenzwering tegen de keizer. Hij werd naar Duitsland weggevoerd.
Van 1194 tot 1199 leefde Nicolaas in gevangenschap in het Duitse Rijk. Verzoeken van paus Celestinus III om Nicolaas vrij te krijgen hielpen niet. Na de dood van keizer Hendrik VI (1197) behield zijn opvolger keizer Filips van Zwaben Nicolaas nog verder gevangen. In 1199 was Nicolaas vrij maar was hij nog niet terug in zijn bisschopsstad Salerno. Dit lukte pas in 1205. Markwald von Anweiler hield Nicolaas nog tegen en liet Nicolaas pas gaan voor losgeld. Hiertoe moest Nicolaas zich in schulden steken door te lenen bij de Orde van Malta alsook door eigendommen van zijn aartsbisdom te verpanden. Het duurde tot 1207 eer Nicolaas schuldenvrij was; dit kon met tussenkomst van paus Innocentius III die hem in al zijn wereldlijke rechten van aartsbisschop van Salerno herstelde.
In 1215 nam Nicolaas deel aan het Vierde Lateraans Concilie in Rome.
Vanaf 1216 begon aartsbisschop Nicolaas zich te verzoenen met het regerende Huis der Hohenstaufen in het koninkrijk Sicilië. Hij behoorde bij de laatste prelaten die de val van het Huis Hauteville niet verteerd hadden. In 1220, vlak voor zijn dood, erkende keizer Frederik II hem in al zijn grootgrondbezit van weleer. Het lichaam van Nicolaas werd bijgezet in de kathedraal van Salerno (1221).